# Münden (Hessen)
Münden is een stadsdeel van de Duitse stad Lichtenfels (Hessen) in het district Waldeck-Frankenberg, deelstaat Hessen, en telt 420 inwoners (2007).
Münden ligt aan de Uerdinger Linie, in het traditionele Nederduitse gebied van de dialect Westfaals. Münden ligt in Waldeck. Münden hoort sinds 1971
bij Lichtenfels.